# Eareckson Air Station

i7
i11
i13

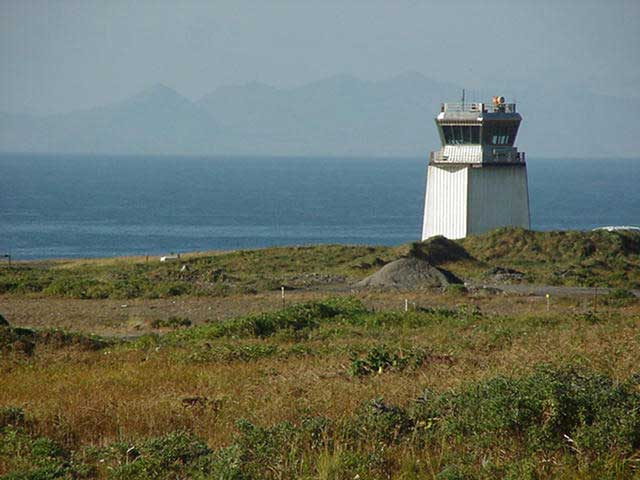
Tower der Eareckson Air Station

Die Eareckson Air Station (kurz: Eareckson AS, bis 1948 Shemya Army Air Base, bis 1954 Shemya Air Force Base, IATA-Code: SYA, ICAO-Code: PASY) ist ein Luftwaffenstützpunkt der US-Luftwaffe auf der zu Alaska gehörenden Aleuten-Insel Shemya. Sie dient auch als Radarstation und Raketenstartplatz und verfügt über eine Start- und Landebahn von 3045 Metern Länge. Die zivile Nutzung beschränkt sich auf die Funktion als Ausweich- und Notlandeplatz für Flüge über den Nord-Pazifik.

## Geschichte

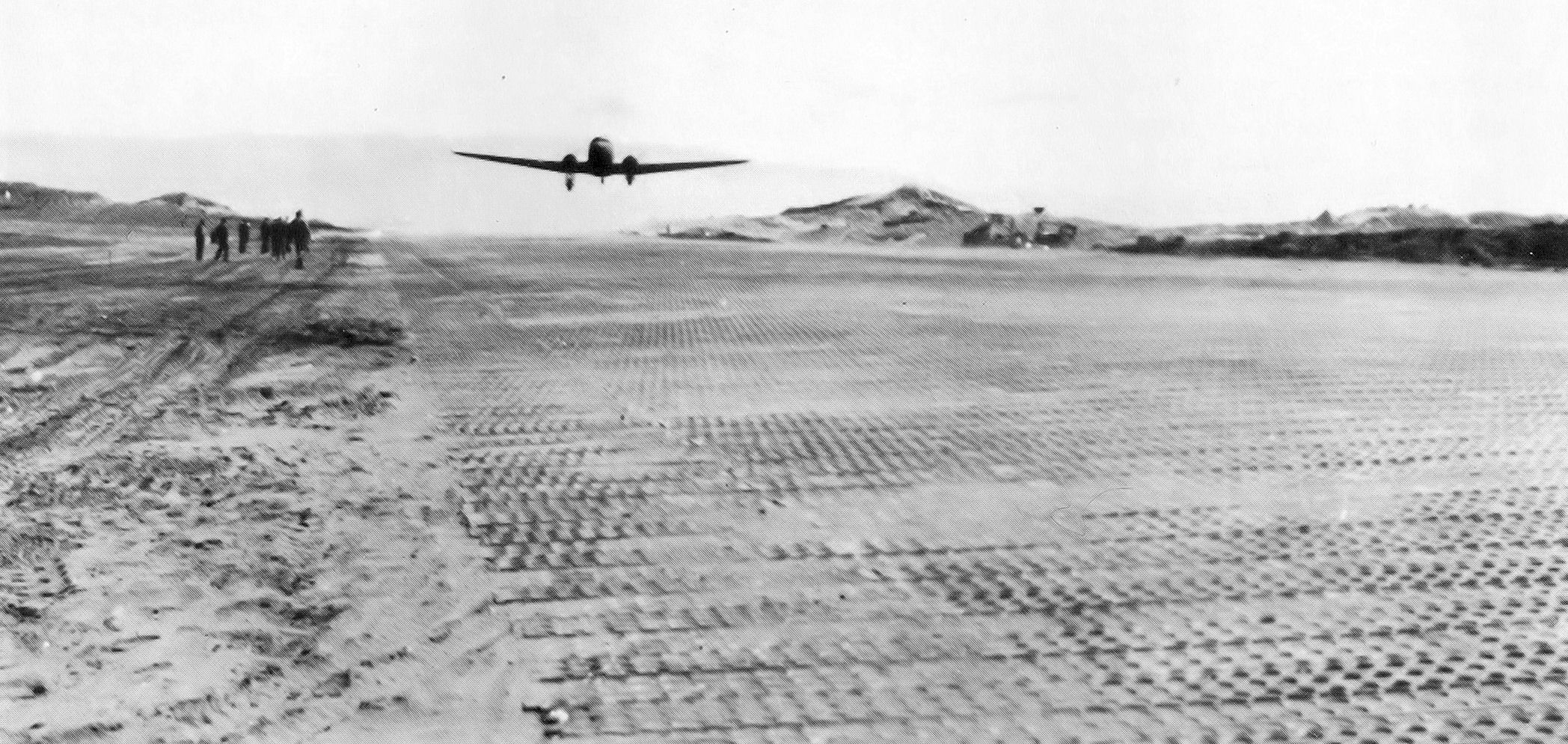
Bild der ersten Landung am 24. Juni 1943 auf Shemya

Im Mai 1943 begannen die US-Streitkräfte im Südteil von Shemya mit der Errichtung eines Militärflugplatzes, im Juni desselben Jahres wurde er unter dem Namen Shemya Army Air Base eröffnet. Der Platz diente während des Zweiten Weltkrieges vor allem als Bomberstützpunkt für Angriffe gegen Japan.
Am 26. März 1948 änderte sich die Bezeichnung in Shemya Air Force Base, am 3. November 1954 in Shemya Airport, am 1. Januar 1959 in Shemya Air Force Station und am 21. Juni 1968 wieder in Shemya Air Force Base. Von Juli 1950 bis November 1970 war das Flugfeld organisatorisch eine Außeneinrichtung der Elmendorf Air Force Base, bevor Shemya am 1. Dezember 1970 wieder einen selbständigen Status erreichte. Zu den Spitzenzeiten in den 1960er Jahren waren 1500 Personen auf der Insel beschäftigt.
Während des Kalten Krieges diente Shemya als Basis für Aufklärungsflugzeuge und Raketen-Überwachungsflüge, vor allem für verschiedene Varianten der Boeing RC-135. Wegen der oft ungünstigen Wetterbedingungen mit starkem Wind, Nebel und Schneefall setzte die Luftwaffe hier nur ihre erfahrensten Piloten ein. Trotzdem gab es mehrere Flugzeugunfälle mit Toten.
Shemya war ein wichtiger Außenposten während des Kalten Krieges. Als Teil des Projektes Bluegrass, das White Alice Communications System, lieferte es eine Troposcatter-Kommunikationsverbindung mit dem Festland von den späten 1960er bis zu den späten 1970er Jahren. Seine beiden 36 m Parabolantennen und die 50 kW Sendeleistung überbrückten die 600 km Lücke bis Adak.
Beachtenswert auf der Insel ist das Radarsystem Cobra Dane (AN/FPS-108). Es wurde 1976 gebaut und arbeitet seit 1977 primär zur Überwachung des SALT-II-Abkommens.
Im Sommer 1988 startete hier eine Höhenforschungsrakete des Typs Aries.
Am 19. Mai 1993 erhielt der Stützpunkt den neuen Namen Eareckson Air Force Station, zu Ehren des USAF-Obersten William O. Eareckson, der während der Schlacht um die Aleuten im Zweiten Weltkrieg Bomber-Einsätze geleitet hatte. Seit einer weiteren Umbenennung am 24. Januar 1994 trägt der Platz schließlich seine heutige Bezeichnung Eareckson Air Station. Die Basis arbeitet immer noch als Radarstation und Flugzeugauftankstation mit etwa 300 Personen. Gemäß der Volkszählung von 2000 lebten offiziell 27 Personen auf der Insel.

## Zwischenfälle
- Am 21. Juli 1961 wurde eine Douglas DC-6A der US-amerikanischen Alaska Airlines (Luftfahrzeugkennzeichen N6118C) im Anflug auf die Shemya Air Force Base 60 Meter vor der Landebahn in eine Böschung geflogen. Nach dem Aufprall brach ein Feuer aus, und der größte Teil des Wracks verbrannte. Als hauptsächliche Unfallursachen wurden  festgestellt: Das Fehlen von Anflug- und Landebahnbefeuerung und das Versäumnis des GCA-Lotsen, den Piloten in den letzten Phasen des Anflugs mehr positive Hinweise zu geben. Bei diesem CFIT (Controlled flight into terrain) wurden alle 6 Besatzungsmitglieder getötet, die einzigen Insassen auf dem Frachtflug.[2]
- Am 6. April 1993 hatte eine McDonnell Douglas MD-11 der China Eastern Airlines (B-2171) auf Flug 583 auf dem Weg von Shanghai nach Los Angeles im Reiseflug ein technisches Problem, weshalb der Autopilot ausgeschaltet wurde. Der Kapitän übernahm die Steuerung. Als der Kapitän das Flugzeug stabilisieren konnte, hatte die Maschine starke Schwingungen erfahren und 5.000 Fuß an Höhe verloren. Der Kapitän landete auf Shemya Island zwischen. Von den 255 Insassen kamen zwei Passagiere ums Leben. Grundursache war die mangelhafte Konstruktion des Bedienhebels für die Landeklappen (siehe auch China-Eastern-Airlines-Flug 583).